# Lucky Star (canção de Madonna)
"Lucky Star" é uma canção escrita e gravada pela cantora estadunidense Madonna, para seu álbum de estreia homônimo (1983). A Sire Records o lançou como quarto single do álbum em 8 de setembro de 1983. A música foi produzida por Reggie Lucas, mas Madonna não ficou impressionada com sua versão final. Ela chamou o então namorado John "Jellybean" Benitez para remixar a faixa de acordo com suas idéias. "Lucky Star" é uma faixa de dance-pop de ritmo médio e combina as batidas pesadas de uma bateria com os sons de uma guitarra tocada em um riff alto. A letra justapõe o corpo masculino com as estrelas celestiais no céu.
Os críticos de música elogiaram a música, anunciando-a como uma introdução à dance music otimista. Nos Estados Unidos, "Lucky Star" foi lançado após o sucesso de "Borderline". Ele alcançou o número quatro na Billboard Hot 100, tornando-se o primeiro single de sua série de 16 recordes consecutivos entre os cinco melhores. Ele também liderou a tabela Dance Club Songs com "Holiday". Internacionalmente, "Lucky Star" alcançou o top dez no Canadá e o top vinte na Irlanda e no Reino Unido.
O videoclipe mostrava Madonna dançando na frente de um fundo branco, acompanhada por seus dançarinos. Depois que o vídeo foi lançado, o estilo e os maneirismos de Madonna se tornaram uma tendência da moda entre as gerações mais jovens. Os estudiosos observaram que no vídeo Madonna se retratava como uma personagem narcísica e ambígua. Ela se referiu a ela como a estrela da sorte, diferente do significado lírico da música. Madonna tocou a música em várias apresentações ao vivo, mais recentemente na Rebel Heart Tour (2015-16). Também foi feito versões covers por vários artistas.

## Antecedentes e produção
Em 1983, Madonna estava gravando seu primeiro álbum de estúdio com o produtor da Warner Music, Reggie Lucas e seu então namorado John "Jellybean" Benitez. No entanto, ela não tinha material novo o suficiente para garantir um álbum de estúdio completo. Lucas produziu várias músicas para o álbum, nomeadamente "Borderline", "Burning Up", "Physical Attraction", "I Know It", "Think of Me" e, por último, "Lucky Star". A música foi escrita por Madonna para o DJ Mark Kamins, que anteriormente prometeu tocar a faixa em sua boate Danceteria, onde trabalhou como DJ. No entanto, a faixa foi usada por Madonna em seu álbum de estréia, que ela planejava chamar de Lucky Star. Ela acreditava que a música "Lucky Star", juntamente com "Borderline", eram a base perfeita para seu álbum. Mas surgiram problemas após a gravação da música. Madonna estava descontente com o resultado da versão final. Segundo ela, Lucas usou muitos instrumentos e não considerou suas idéias para as músicas. Isso levou a uma disputa entre os dois e, depois de terminar o álbum, Lucas deixou o projeto sem alterar as músicas nas especificações de Madonna. Por isso, Madonna trouxe Benitez para remixar "Borderline" e "Lucky Star", juntamente com algumas das outras faixas gravadas. Em uma entrevista posterior, Benitez refletiu sobre as sessões de gravação e comentou:

"Ela estava descontente com a coisa toda, então eu entrei e adocei muita música para ela, adicionando algumas guitarras ao 'Lucky Star', algumas vozes, alguma mágica. [...] Eu só queria fazer o melhor trabalho que eu poderia fazer por ela. Quando reproduzíamos 'Holiday' ou 'Lucky Star', você podia ver que ela estava impressionada com o quão bom tudo isso parecia. Você queria ajudá-la, sabia? seja uma vadia, quando você estava doida com ela, foi muito legal, muito criativo".

## Lançamento e composição

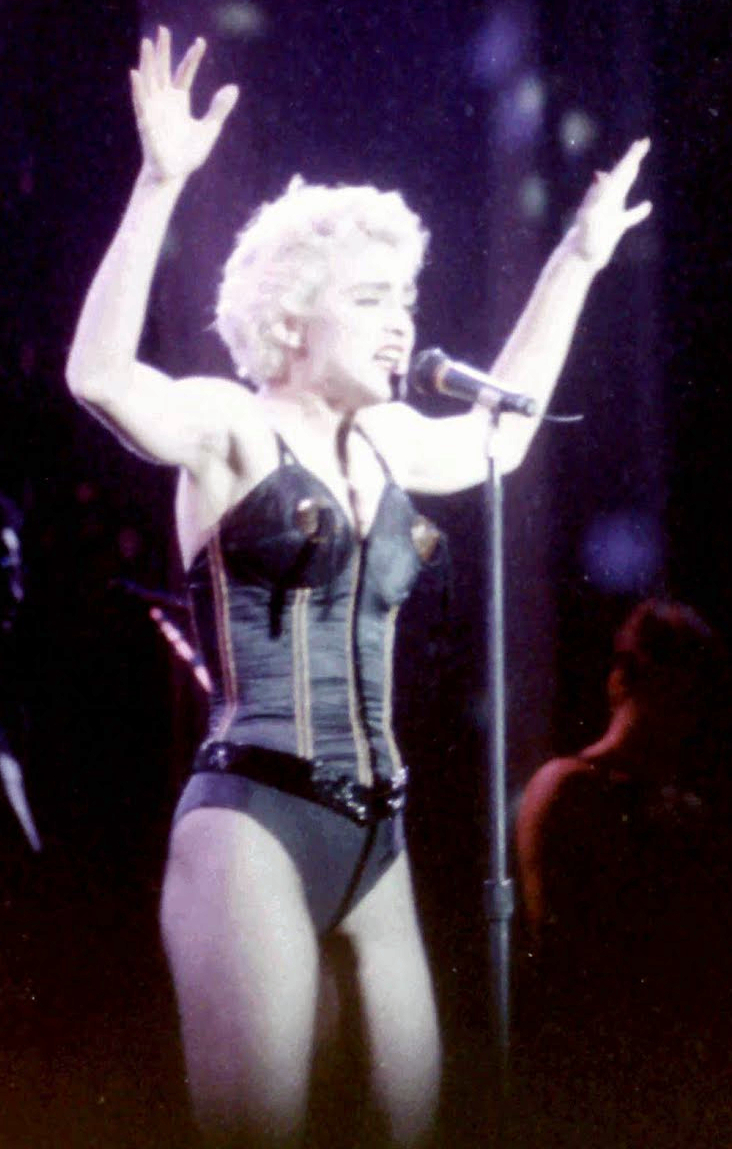
Madonna na Who's That Girl World Tour em 1987

"Lucky Star" foi inicialmente decidido a ser lançado como o terceiro single do álbum, mas "Holiday" já havia se tornado um hit de dança nos Estados Unidos. Por isso, foi lançado como o quarto single do álbum. O executivo da música Jeff Ayeroff, que foi fundamental para iluminar a carreira de Madonna, lembrou que a cantora inicialmente não queria lançar "Lucky Star" como single. Ele diz que naquela época Madonna estava sendo processada e precisava de dinheiro, então ele disse a ela "Deixe-me lançar 'Lucky Star', e eu garanto que você venderá discos suficientes para compensar isso". De acordo com Ayeroff, ele estava certo porque "'Lucky Star' foi uma grande sucesso do primeiro álbum".
Musicalmente, uma faixa de dance-pop de ritmo médio, "Lucky Star" começa com um brilho de nota de sintetizador e é seguida por batidas pesadas de bateria eletrônica e palmas. Uma guitarra é tocada em riff alto e um sintetizador de baixo borbulhante é produzido para acompanhar o som da guitarra. A música gira em torno do gancho por mais de um minuto, antes de ir para o refrão. Segundo o autor Rikky Rooksby, a letra é repetitiva e insana e gira em torno da ambiguidade transparente das estrelas e da justaposição do personagem masculino por ser um corpo celestial no céu. "Lucky Star" é definido na fórmula de compasso do tempo comum, com um ritmo dedança moderadode 108 batimentos por minuto. É definido na clave de Sol maior com a voz de Madonna que se estende dos nós tonais de Sol3 a Fá5. A música tem uma sequência de base de Sol–Fá♭–Si♭–Mi♭–Fá♯ como sua progressão harmônica.

## Análise da crítica

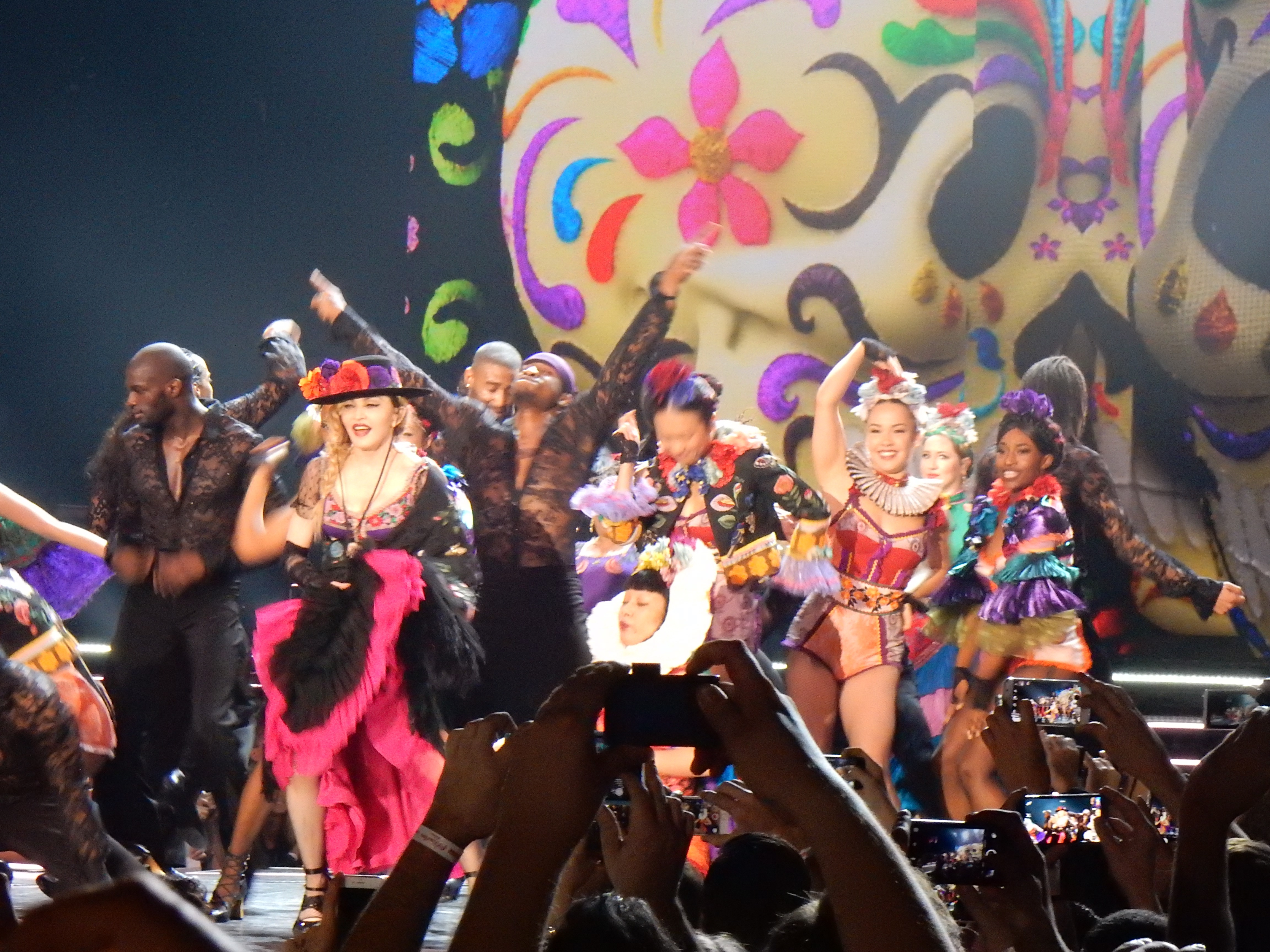
Madonna performando o medley flamenco de "Dress You Up", "Into the Groove", "Everybody" e "Lucky Star", durante a Rebel Heart Tour, 2015.

O autor J. Randy Taraborrelli, em sua biografia de Madonna, chamou a música de "fofa, capaz de dançar, mas esquecível". No entanto, ele notou a engenhosidade da música, que ele creditou por sua simplicidade e natureza de dance music. A autora Rikky Rooksby observou que Madonna tinha uma voz "fofa" na música e comparou seus vocais com os de Cyndi Lauper. O autor Simon Gage, do livro Queer, observou que a música era um "número feliz da discoteca". A música foi apreciada pelos autores Santiago Fouz-Hernández e Freya Jarman-Ivens, que a elogiaram em seu livro Madonna's Drowned Worlds, eles observaram que com músicas como "Lucky Star" e "Burning Up" (1983), Madonna introduziu um "estilo de dance music otimista que se mostraria particularmente atraente para o futuro público gay".
O tenor e acadêmico inglês John Potter , em seu livro The Cambridge companion to singing, comentou que "Lucky Star" "Lucky Star" é uma música de estilo suave, com influência de disco, mas criticou o reverb e o rastreamento duplo da música, que ele acreditava tornar a música "não personalizada"". Sal Cinquemani, da Slant Magazine, comentou que a faixa "precedeu, sem saber, sua recente incursão nos salões brilhantes do pop eletrônico". Bill Lamb, do About.com, descreveu a música, juntamente com "Holiday" e "Borderline", como como "dance-pop de última geração". Ao revisar a compilação de Madonna de 1990, The Immaculate Collection, David Browne, da Entertainment Weekly, elogiou a versão remixada da música. O crítico de rock Robert Christgau, enquanto revisava The Immaculate Collection, chamou a música de "abençoada". Stephen Thomas Erlewine, da Allmusic, descreveu a música como efervescente.

## Videoclipe

Madonna no videoclipe de "Lucky Star", vestida com uma blusa preta, com o cabelo em cachos bagunçados e amarrada com fita preta.

O videoclipe foi dirigido por Arthur Pierson e produzido por Glenn Goodwin, enquanto Wayne Isham ficou a cargo da fotografia.  Na época do lançamento da música, o estilo de vestuário de Madonna estava pegando uma declaração de moda entre as crianças do clube e seus fãs. Os mais proeminentes entre seus acessórios de moda foram os crucifixos que ela usava como brincos, colares e pulseiras. Madonna comentou que usar um rosário e um crucifixo é "meio que excêntrico e interessante. Quero dizer, tudo o que faço é meio que irreverente. Além disso, os crucifixos parecem combinar com o meu nome". Na realidade, ela estava tentando encontrar uma imagem separada para si mesma, sendo inspirada por artistas como Boy George, Cyndi Lauper e David Bowie, e sua imagem e personalidade em constante mudança.  Madonna percebeu a importância de seus videoclipes e sua popularidade na MTV — lançada em 1981 — foi fundamental para popularizar sua imagem.
O sinal para a moda de Madonna começou com o videoclipe de "Lucky Star". No vídeo, Madonna usava uma roupa toda preta com perneiras, botas de tornozelo e barriga nua, com o cabelo desarrumado amarrado em uma fita preta flexível. Juntou-se a uma minissaia preta brilhante, um brinco na orelha direita, luvas e pulseiras de borracha. A amiga de Madonna, Erika Belle, foi creditada com o design da roupa, embora a biógrafa Mary Cross tenha notado que Madonna estava usando sua roupa do dia-a-dia. Mary Lambert, então graduada na Escola de Design de Rhode Island, foi escolhida para dirigir o vídeo. No entanto, Arthur Pierson a substituiu como diretora. A Warner Bros. deu a Pierson um pequeno orçamento para fazer o vídeo, filmado em uma tarde. O irmão da vida real de Madonna, Christopher Ciccone, é um dançarino de fundo no vídeo. Em seu livro Life with My Sister Madonna, ele diz que, embora tenha recebido apenas US$ 200 para dançar no vídeo, na época ele estava "feliz por fazer parte dele". O vídeo começa com o close do rosto de Madonna, enquanto ela desliza os óculos escuros pelo nariz. Essa cena foi uma referência ao personagem  Lolita no filme de Stanley Kubrick de 1962, com o mesmo nome, e Audrey Hepburn no filme Breakfast at Tiffany (1961). A imagem então desbota para branco, denotando o brilho das estrelas celestes e depois se recomeça em cores. Madonna é mostrada dançando contra um fundo branco liso, junto com close-up de seu olhar hipnotizado. Ela é acompanhada por Belle e seu irmão Christopher, como dançarinos de apoio. O vídeo termina com a imagem inicial em preto-e-branco repetida, mas em retrógrado, conforme Madonna coloca os óculos de sol. A retirada e colocação desses óculos de sol forneceu uma moldura para conter a música, funcionando como uma cortina que marca a abertura e o fechamento de uma performance de palco.
A historiadora da dança Sally Banes, em seu livro Before, between, and beyond: three decades of dance writing, observou que o vídeo retratava Madonna como o sujeito e o objeto da música. Ela acreditava que no vídeo, Madonna tirando os óculos de sol simbolizava-se como uma estrela de cinema, criando assim uma caracterização ambígua de si mesma e um tema narcísico. Autor Peter Goodwin, em seu livro Television under the Tories: Broadcasting Policy 1979–1997, comentou que, embora "Lucky Star" não seja um vídeo narrativo, Madonna interpreta pelo menos quatro personagens: — a pessoa de óculos escuros; uma garota dançando ao fundo; uma dançarina social andrógina; e uma sedutora—. A justaposição de todas essas caracterizações retrata Madonna como uma amante narcísica. Imagens do corpo de Madonna se contorcendo contra o fundo branco geram a pergunta se ela está se dirigindo a seu amante na música. Segundo Goodman, Madonna criou uma mulher erotizada apenas para seu próprio prazer. Cathy Smith, da revista Time, observou que "[ele] é sexy, mas ela não precisa de homens [...] ela é meio que sozinha".
O irmão de Madonna, Christopher Ciccone, escreveu sobre a gravação do vídeo em todo o livro Life With My Sister Madonna. Ele acrescentou: "No começo de fevereiro, Madonna nos pede (Erika Belle) para dançar em seu vídeo “LuckyStar”, para ser filmado em Los Angeles, e Erika e eu voamos juntos para lá. Este é meu primeira viagem lá fora desde que eu era adolescente. Nunca vi tantas palmeiras, tanto sol e tantos rostos bronzeados e perfeitamente esticados em minha vida. Filmamos o vídeo no antigo estúdio de Charlie Chaplin, que é praticamente o mesmo de quando foi originalmente construído nos anos trinta. Sou pago apenas US$ 200 para dançar no vídeo "Lucky Star" e também não recebo royalties. No entanto, na época, estou feliz por fazer parte disso. A amizade entre Madonna, Erika, Martin e eu é suficiente para mim. Depois de gravar o vídeo, todos nós fomos ao Studio One, acima de Rose Tattoo, e dançamos a noite toda".

## Apresentações ao vivo

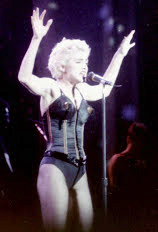
Madonna interpretando "Lucky Star" em sua Who's That Girl World Tour (1987).

"Lucky Star" tem sido um item básico em quatro das turnês de Madonna: The Virgin Tour (1985), the Who's That Girl World Tour (1987), the Confessions Tour (2006), e a Rebel Heart Tour (2015–16). Na The Virgin Tour, Madonna tocou a música vestindo uma roupa totalmente preta, consistindo de um top usado sob um colete, luvas com franjas na altura do cotovelo, uma minissaia com franjas, leggings e botas de couro de salto baixo. Ela também usava um brinco de crucifixo em uma orelha e uma cruz de prata pattée foi presa no ombro direito do colete. Madonna cantou a versão original da música e pulou pelo palco enquanto mostrava sua barriga. A apresentação foi incluída no VHS, Madonna Live: The Virgin Tour, lançado em 1985. Na turnê Who's That Girl, "Lucky Star" foi apresentada como a segunda música do set list. Madonna usava um bustiê preto como o videoclipe de seu single "Open Your Heart" (1987). Seu cabelo estava loiro platinado e em uma grande forma espessa. A performance de "Lucky Star" incluiu uma bola de discoteca girando acima do palco, enquanto Madonna e seus dançarinos se moviam ao redor dela enquanto a luz da bola piscava neles como uma estrela. Duas apresentações diferentes são encontradas na Ciao Italia: Live from Italy, filmado no Stadio Communale em Turin, Itália, em 4 de setembro de 1987 e o vídeo da turnê Who's That Girl: Live in Japan, filmado no Korakuen Stadium, em Tóquio, Japão, em 22 de junho de 1987.

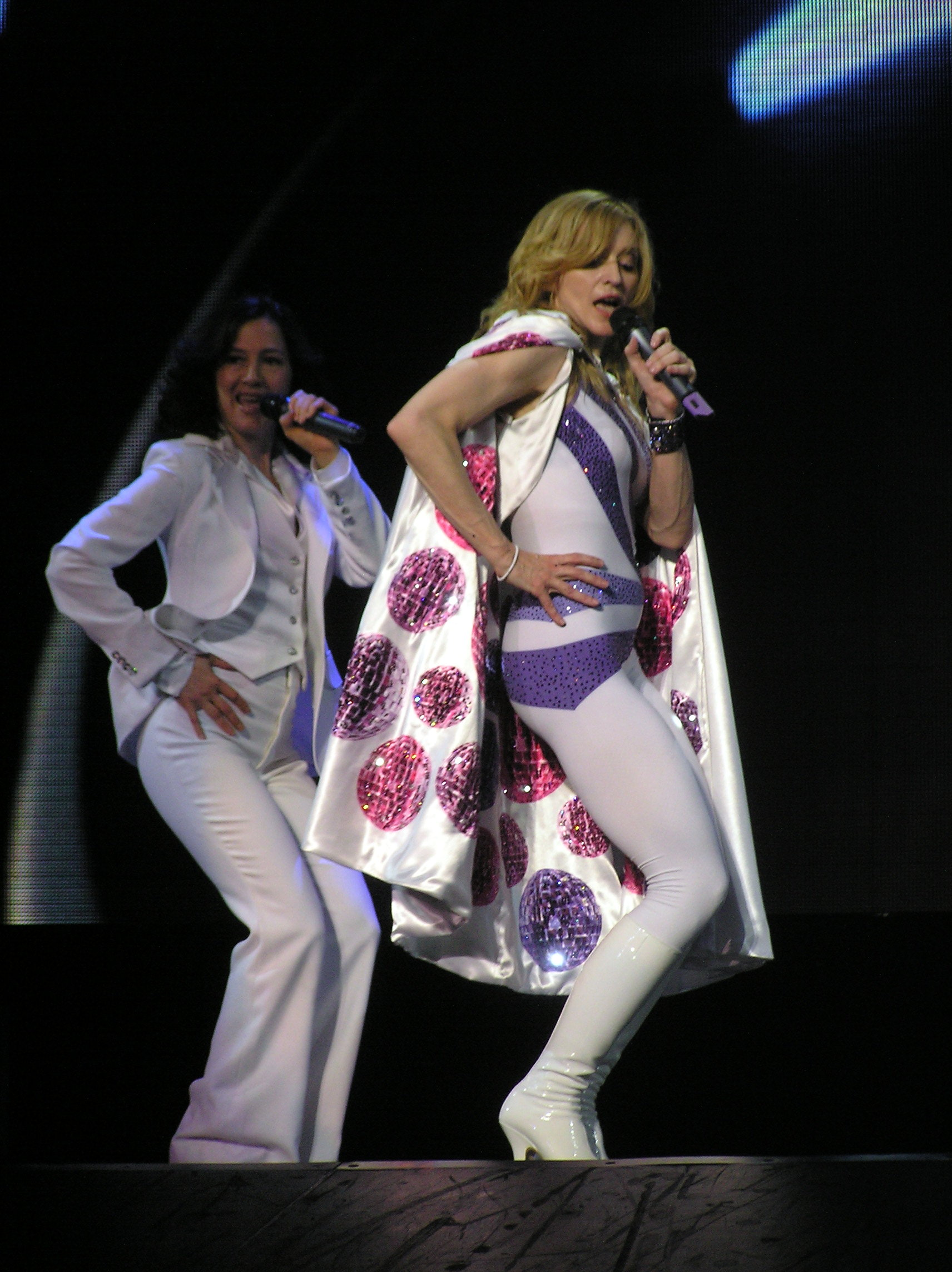
Madonna interpretando "Lucky Star" em sua turnê Confessions Tour (2006).

Na turnê Confessions, "Lucky Star" foi realizada com Madonna vestida com um collant roxo e branco, desenhado por Jean-Paul Gaultier. Após a apresentação de "La Isla Bonita", Madonna fica de bruços no palco. Seus dançarinos envolvem uma capa em torno dela que proclama a palavra "Dancing Queen" na parte de trás. A introdução de "Lucky Star" é ouvida, Madonna se levanta e encara a platéia. As luzes se apagam e Madonna abre a capa para revelar o interior da capa a ser acesa. Seus cantores de apoio se juntam a ela e juntos eles se movem pelo palco, enquanto cantam a música. No final da música, Madonna também canta o refrão da próxima apresentação, "Hung Up". A performance foi incluída na versão em CD e em DVD da The Confessions Tour, lançada em 2007. Ed Gonzalez, da Slant Magazine, comparou a performance de Madonna de "Lucky Star" como "uma borboleta da alma flutuando no céu da discoteca durante um remix da [música] que realmente faz com que pareça bom". Thomas Inskeep, da Stylus, chamou a performance de fresca. Christian John Wikane, do PopMatters, não ficou impressionado com o desempenho; ele sentiu que cantar a música sobre a progressão de acordes recém-arranjada, é frio e emparelhar o arranjo original com a amostra do ABBA é "[uma] partida não feita no céu, embora o macacão impertinente e do estilo ABBA de Madonna seja uma divertida intertextualização".
Na Rebel Heart Tour, "Lucky Star" foi apresentado em um medley estilo flamenco com "Dress You Up", "Into the Groove" e "Everybody". Durante a sequência, a cantora vestiu um vestido de inspiração latina e cigana, criado por Alessandro Michele para a Gucci, composto por xale, chapéu de flamenco, renda, saias e roupa de jacquard.
Também foi feito versões covers por vários artistas. O álbum de 2000 Virgin Voices: A Tribute To Madonna, vol. 2 incluiu um cover de trip hop da música da Switchblade Symphony. Heather Phares, da Allmusic, o chamou de um dos melhores momentos do álbum. Um cover de Alexandra Hope em música folk da música foi incluído na compilação do tributo a Madonna em 2007, Through the Wilderness.

## Lista de faixas e formatos
| - Single de 7" 1. A. "Lucky Star" (Edit) – 3:50 2. B. "I Know It" – 3:47 - Single de 7" britânico/europeu 1. A. "Lucky Star" (U.S Remix) – 5:34 2. B. "I Know It" – 3:44 | - Single promocional de 12" 1. A. "Lucky Star" – 5:30 2. B. "Holiday" – 6:08 - Maxi Single (1995) britânico/alemão 1. "Lucky Star" (U.S. Remix) – 7:14 2. "I Know It" – 3:47 |

## Créditos e equipe
- Madonna – vocal, escritora
- Reggie Lucas –  produtor, programação de bateria
- John "Jellybean" Benitez – mixagem de áudio
- Fred Zarr – sintetizadores, piano elétrico e acústico
- Dean Gant – sintetizadores, piano elétrico e acústico
- Ira Siegal – guitarras
- Leslie Ming – arranjo dos tambores
- Bobby Malach – saxofone tenor

Créditos adaptados das notas do álbum Madonna.

## Recepção comercial
Nos Estados Unidos, "Lucky Star" foi lançado como o último single do álbum depois que "Borderline" se tornou seu primeiro hit entre os dez primeiros. Ele estreou na parada Billboard Hot 100 em 49, na semana de 25 de agosto de 1984. Finalmente atingiu um pico de quatro e esteve presente por um total de 18 semanas. Foi capaz de entrar em outras tabelas da Billboard, como Hot R&B/Hip-Hop Songs e Hot Adult Contemporary, onde alcançou 42 e 19 respectivamente. Antes de seu lançamento, a música já havia atingido o topo da tabela de música Hot Dance Music/Club Play junto com "Holiday". No Canadá, a música estreou no número 89 daparada de singles da RPM, atingindo o pico do número oito em novembro de 1984, e esteve presente na parada por 19 semanas. Colocou o número 72 na tabela de final de ano da RPM para 1984.
No Reino Unido, "Lucky Star" foi lançado originalmente como o segundo single do álbum em setembro de 1983, simultaneamente com "Holiday" nos Estados Unidos. No entanto, como seu antecessor, o single não conseguiu figurar no país. Em março de 1984, foi reeditado e estreou no UK Singles Chart no número 47, e atingiu o pico do número 14 após três semanas. A música esteve presente nas tabelas por nove semanas. De acordo com a Official Charts Company, "Lucky Star" vendeu 117,470 cópias no Reino Unido, em agosto de 2008. Na Irlanda, a música alcançou 19 nas tabelas oficiais irlandesas. Na Austrália, a música alcançou o top 40 do Kent Music Report ficando em 36.

### Tabelas semanais
| Tabela musical (1983–84)                     | Melhor posição |
| -------------------------------------------- | -------------- |
| Austrália (Kent Music Report)                | 36             |
| Bélgica (Ultratop de Flandres)               | 25             |
| Canadá (RPM)                                 | 8              |
| Estados Unidos (Adult Contemporary)          | 19             |
| Estados Unidos (Billboard Hot 100)           | 4              |
| Estados Unidos (Hot Dance Club Songs)        | 1              |
| Estados Unidos (Billboard R&B/Hip-Hop Songs) | 42             |
| Irlanda (IRMA)                               | 19             |
| Reino Unido (UK Singles Chart)               | 14             |

| Tabela musical (1984)              | Posição |
| ---------------------------------- | ------- |
| Estados Unidos (Billboard Hot 100) | 66      |